# Sportwetenschappen
De sportwetenschappen is een verzamelnaam voor diverse wetenschappelijke studierichtingen die zich richten op onderzoek naar verschillende aspecten van sport.
Voorbeelden van deelgebieden die in de sportwetenschappen bestudeerd worden zijn:
- Sport en ergonomie
- Sport en blessure-onderzoek
- Sport en gezondheid
- Sport en maatschappij/politiek
- Sport en commercie
- Sport en logistiek
- Sport en jeugdbeleid

## Studierichting
Daarnaast is Sportwetenschappen een studierichting in het Vlaamse secundair onderwijs. Het is een ASO-richting met de nadruk op exacte wetenschappen (fysica-scheikunde-biologie), ondersteund door een stevig pakket wiskunde. De ruimte voor de complementaire vakken wordt ingenomen door sport-beoefening, waarbij turnen, atletiek, zwemmen en minstens één balsport op het programma staan. In sommige scholen hebben leerlingen van deze studierichting het statuut van topsporter. De bedoeling is leerlingen de kans te bieden zich intensief met sport bezig te houden, zonder hun studies te verwaarlozen.